# سیمو کداری
سیمو کداری (انگلیسی: Simo Keddari؛ زادهٔ ۳ فوریهٔ ۲۰۰۵) بازیکن فوتبال اهل اسپانیا است که در پست مدافع میانی برای باشگاه العربی در لیگ ستارگان قطر بازی می‌کند.
وی همچنین در تیم‌های ملی فوتبال زیر ۱۷ سال اسپانیا، و زیر ۱۹ سال اسپانیا بازی کرده‌است.